# Olaf Förster

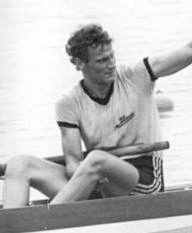
Olaf Förster (1985)

Olaf Förster (* 2. November 1962 in Karl-Marx-Stadt) ist ein ehemaliger Ruderer aus der DDR. 1988 wurde Förster Olympiasieger im Vierer ohne Steuermann.
Förster begann bei den Schwimmsportlern und gewann 1977 und 1979 Medaillen bei der Spartakiade. Erst danach wechselte er zu den Ruderern beim SC Einheit Dresden, wo er unter Dieter Grahn trainierte. 1983 belegte er mit dem Achter den zweiten Platz bei der DDR-Meisterschaft. 1985 gewann er seine erste Weltmeisterschaftsmedaille, als er zusammen mit Thomas Bänsch, Thomas Greiner und Hans Sennewald Bronze im Vierer ohne Steuermann erhielt. Auch 1986 erruderte er sich die Bronzemedaille; diesmal saß er zusammen mit Thomas Greiner und Udo Kühn im Zweier mit Steuermann. 1987 wechselten Greiner und Förster zurück in den Vierer ohne und gewannen zusammen mit Ralf Brudel und Jens Luedecke Gold bei der Weltmeisterschaft in Kopenhagen. Bei den Olympischen Spielen 1988 siegten Förster, Brudel, Greiner und Roland Schröder vor den Booten aus den Vereinigten Staaten und aus der Bundesrepublik Deutschland. Bei der Weltmeisterschaft 1989 saß wieder Jens Luedecke statt Roland Schröder im Boot; Förster, Brudel und Greiner siegten zum dritten Mal in Folge beim Saisonhöhepunkt. 1990 erruderten sich die vier Ruderer die Bronzemedaille beim letzten Weltmeisterschaftsauftritt der DDR-Ruder-Nationalmannschaft.
Förster heiratete im September 1987 Kerstin Pieloth, die bei den Olympischen Spielen 1988 Gold im Doppelvierer erhielt; die beiden haben zwei Kinder. Olaf Förster arbeitete nach seiner Karriere bei einem Versicherungsunternehmen. 1988 erhielt er für seinen Olympiasieg in Seoul den Vaterländischen Verdienstorden in Gold.